# Szociális esetmunka
A szociális esetmunka (esetkezelés, social casework) a szociális munka módszere, segítő tevékenység, melynek során egyéneknek, pároknak, családoknak segít a hivatásos szociális munkás a lélektani és a személyközi problémák megoldásában közvetlen, személyes kapcsolat során. A szociális esetmunka arra törekszik, hogy a pozitív változás a kliens aktivitására épüljön, miközben egyre jobban képessé válik megbirkózni problémáival. Végső cél a kliens önállóságának, megfelelő működésének és körülményeinek helyreállítása.

## A szociális esetmunka folyamata
1. Első találkozás: A szociális munkás igyekszik oldani a kliens feszültségét, biztonságérzetét megteremti, próbálja bizalmát elnyerni. Ekkor fontos a segítő aktív kezdeményezése.
2. Első interjú: A munkakapcsolat megalapozása, a kliens szándékainak, élethelyzetének, problémájának feltérképezése történik. Az első interjú része az adatgyűjtés, a segített személyes adatainak, motivációinak, erőforrásainak tisztázása. Az első interjú az alábbi kérdésekre keres választ: Hogy keletkezett a probléma? Hogyan éli meg, milyen érzései, gondolatai vannak a helyzettel kapcsolatban? Milyen megoldási próbálkozásai voltak? Mit vár a segítőtől? Milyenek az életkörülményei (lakhatás, munka, anyagi, szociális, lelki nehézségek és erőforrások)? Kire támaszkodhat, milyen a kapcsolatrendszere? Milyen az egészségi állapota? Milyen erősségei vannak, miben sikeres, mire büszke? Milyen vágyai, törekvései, céljai vannak? Miért vette fel a segítővel a kapcsolatot? Mit vár a segítőtől? Milyen információkkal rendelkezik a segítő intézményről?
3. Szerződési-tervezési fázis: A segítő munka kereteit, lépéseit, céljait határozza meg a kliens és a segítő közösen, együttműködve. Hepworth és Larsen a szerződés tényezőit a következőkben határozza meg: célok és prioritások megjelölése, résztvevők szerepének tisztázása, alkalmazott módszerek és időkeretek meghatározása (gyakoriság, üléstartam, tervezett ülésszám), értékelési szempontok megbeszélése, az esetleges újraegyezkedés feltételeinek tisztázása, a találkozás helyére, körülményeire vonatkozó megállapodások.
4. Munkafolyamat fázisa: A szerződésben meghatározottak szerint zajló segítés. A szociális munkás feladta, hogy mozgásba hozza a kliens változásokért tett erőfeszítéseit a külső és belső erőforrásokra építve. Fontos a kliens elköteleződésének, aktivitásának fenntartása, megerősítése, a felmerülő akadályok, nehézségek közös feldolgozása. A visszapillantó összegzés egy-egy nagyobb lépés megtétele után lényeges, azt a célt szolgálja, hogy az elért eredményeket felmérje kliens és segítője, megvizsgálják, szükséges-e a folyamat újratervezése.
5. A segítő munka lezárása: A szociális munkás a lezárást egy átfogó, értékelő ülés alkalmával végzi el. Ebben a fázisban a találkozások ritkulnak, a kliens aktivitását, önállóságát, autonómiáját fokozza a szakember, az elért eredmények megszilárdulásán dolgoznak. A lezáráskor az elért eredmények összegzése, a célok elérésének értékelése történik, továbbá a le nem zárt, tisztázatlan problémák felmérése, az esetleges továbbirányítás más intézmények, segítők felé. A szociális munkás megállapodik a klienssel, hogy milyen módon történik az utánkövetés, végül lezárja az esetmunkát kísérő dokumentációt.